# Liste der Monuments historiques in La Vraie-Croix
Die Liste der Monuments historiques in La Vraie-Croix führt die Monuments historiques in der französischen Gemeinde La Vraie-Croix auf.

## Liste der Bauwerke
| Bezeichnung                 | Beschreibung | Standort                  | Kennzeichnung | Schutzstatus | Datum | Bild |
| --------------------------- | ------------ | ------------------------- | ------------- | ------------ | ----- | ---- |
| Kapelle                     |              | (Lage)                    | PA00091807    | Inscrit      | 1926  |      |
| Fontaine du Saint           |              | Rue de la Fontaine (Lage) | PA00091808    | Inscrit      | 1929  |      |
| Gallo-römische Ausgrabungen |              | Le Nal (Lage)             | PA56000021    | Inscrit      | 2002  |      |

## Liste der Objekte
- Monuments historiques (Objekte) in La Vraie-Croix in der Base Palissy des französischen Kultusministeriums